# Fera (Insel)
Fera ist eine unbewohnte Insel in der Isabel-Provinz des pazifischen Inselstaats Salomonen.
Die 3,7 km lange und maximal 1,4 km breite Insel liegt in einer Lagune (Maringe Lagoon) unmittelbar vor der Nordostküste von Santa Isabel gegenüber der Provinzhauptstadt Buala. 
Auf Fera befindet sich der „internationale Flughafen“ von Buala: eine natürliche, 743 m lange Start- und Landebahn.